# L'Annonciation (Piero della Francesca)
Pour les articles homonymes, voir Annonciation (homonymie).
 (mars 2012).
L'Annonciation remarquable de Piero della Francesca, conservée à la Galerie nationale de l'Ombrie à Pérouse (Italie.

## Histoire
C'est une œuvre de 1469, la partie qui couronne le polyptyque de Saint-Antoine commandé par  le couvent Sant'Antonio de Pérouse. 

## Thème
Il s'agit d'une des scènes les plus représentées de l'iconographie chrétienne, celle de l'annonce faite à Marie de Nazareth (par l'Archange Gabriel), scène dite de l'Annonciation.
Elle se doit de comporter, les protagonistes (Gabriel et Marie, de part et d'autre), Dieu le père ou l'Esprit-Saint représenté par une colombe dans le ciel, assistant à la scène se passant dans un jardin clos (l'hortus conclusus) symbolisant la virginité de Marie, des colonnes interposées (Christus es columna).

## Description
L'Archange Gabriel à gauche, Marie à droite portant de la main un livre, sous un portique de cloître ; entre eux, une perspective composée d'un massif de colonnes se cachant les unes les autres, entraîne le regard vers un point de fuite masqué par une plaque de marbre (mais peinte comme si elle était au premier plan du tableau).
Toutes les auréoles portées par les personnages dans le retable semblent posées sur le haut de leurs têtes, en perspective aplatie très elliptique et non circulaire (annonce de l'avènement de la perspective, abandon également des canons stricts de la peinture byzantine).

## Analyse
L'annonciation, peinte tardivement, est remarquablement décrite et analysée par Daniel Arasse qui démontre que le faisceau de colonnes construit sur le carrelage par respect des règles de  la perspective   du cloître empêche manifestement l'Ange de voir Marie mais à sa place une colonne qui s'interpose et invoque le Columna est Christus pour valider son hypothèse d'une intention formelle chez Piero de dire « le présent invisible dans le lieu de l'Annonciation, l'infini vient dans le fini, le Créateur dans la créature, l'infigurable dans la figure, l'inénarrable dans le discours », rappelant ainsi les oxymores de saint Bernardin de Sienne.